# 石槃陀
石槃陀，或寫作石磐陀、石盤陀，姓石，字盤陀，芮乐伟·韩森（Valerie Hansen）認為石姓表明他來自石國（Chach，今乌兹别克斯坦塔什干），盤陀是粟特語Vandak的音譯，義爲“神的僕人”；生卒年不詳，唐朝時胡人，生活在今甘肃省安西县锁阳城（古瓜州東部）一帶。事跡載於玄奘法師《大唐西域記》、《大慈恩寺三藏法师传》。

## 事跡
據記載，玄奘法師欲偷渡唐境，前往西域，再繞行印度，然而在邊境甘肅瓜州時，苦於沒有引路人，雖買了一匹壯馬，卻爲即将面临的茫茫大漠和五座戒備森嚴的烽火台所困。629年，玄奘在當地彌勒寺的佛像前祈求出現轉機，胡僧達摩告之夜夢玄奘坐蓮花向西而去，玄奘雖口斥夢本虛妄，但也感到這是即將成行的兆頭。果然不久，胡人石槃陀前來禮佛，見玄奘後，繞師三匝行禮并央求玄奘為他授五戒。玄奘爲其授戒後，石槃陀辭謝而去，隨即送了些餅、果來供養玄奘。玄奘便請求石槃陀作他穿越大漠的嚮導，石槃陀允諾了。
翌日，石槃陀帶來一胡人，胡人又引來一匹赤色馬相贈；長安曾有個何弘達占卜先生告訴玄奘“你如果騎一匹赤色的老馬，便能平安通過沙漠”，此時玄奘見到赤色馬，心喜定能成行。入夜後兩人出發，三更時便到達瓠𤬜河（葫蘆河），遙見玉門關；石槃陀砍下樹木架設了橋樑，渡過了瓠蘆河，穿過了玉門關。就在當夜，兩人相距五十餘步，鋪褥休息，但玄奘感覺到一些不對勁，許是石槃陀覬覦玄奘攜帶的盤纏，許是因當時的官府通令捉拿偷渡者送官，可以得到銀兩的獎勵，又許是石槃陀見莫贺延碛沙漠環境惡劣，產生了退悔心，總之石槃陀表現出異樣，他先是抽出短刀，悄悄走向玄奘，走了約十步又折回。玄奘恐石槃陀起了異心，趕忙起身打坐，念誦觀世音菩薩圣號，石槃陀見狀只好繼續躺下。
天亮時，玄奘整裝待發，喚石槃陀起身，石槃陀卻告之：“前途艱險，只有五座烽台下有水可取，必須夜裡去偷取，但凡一座烽台處發現，我們就死定了。”便勸玄奘回國，玄奘誓不至西終不還，石槃陀又拔刀威脅，玄奘依然不從。見狀，石槃陀哀求道：“家中上有老下有小，我不敢觸犯王法。”玄奘允其離去，石槃陀又說：“如果師父被捉，請不要供出我引路之事。”玄奘發誓絕不出賣他，方辭謝而去。

## 孫悟空原型說
孫悟空的形象雖然因《西遊記》而婦孺皆知，但考古發現早在西夏年間，甘肅省安西縣萬佛峽的榆林窟內就已經創作出《唐僧取經圖》壁畫，畫中唐僧玄奘身旁跟著一個弟子，頭戴金環，尖嘴披髪。此應是唐僧帶著“孫悟空”西行的原型，而“沙和尚”的出現要到南宋、“豬八戒”則要等到元代了。學者考證，石槃陀作為胡人，或許比漢人的毛髮更加豐富，加之披髪，形象似人似猴，故後人有了想象空間，將石槃陀與猿猴聯繫起來；同時，石槃陀在傳說中以“胡僧”之名示人，很可能訛變爲“猢猻”，故也爲等同於猿猴添了一筆。還有學者認為，壁畫中的石槃陀形象，其頭上的髮箍即“紧箍”的來源。